# Paolo Alatri
Paolo Alatri (ur. w 1918 r.; zm. 30 października 1995) – włoski historyk, marksista.
Zajmował się najnowszą historią Włoch, napisał kilka prac z zakresu ideologii faszyzmu i jego rozwoju.